# Jejuy (navio)
O Jejuy foi um navio de guerra da Armada Paraguaia que combateu na Guerra do Paraguai.

## História
O Jejuy era um navio mercante a vapor de construção britânica cuja propulsão era por meio de duas rodas laterais ao seu casco de madeira, onde deslocava cerca de 120 toneladas. A sua propulsão era por meio de um motor a vapor com 60hp de potência com caldeira de popa, que davam impulso a duas rodas laterais ao casco. As suas dimensões eram de 30 metros de comprimento, 7 metros de largura e calado de 1,5 metros. Foi adquirido pelo Paraguai em 1859 e inicialmente dedicado ao trafego fluvial cargas e passageiros, a exemplo do  Vapor Yporá , o qual o projeto também era muito similar ao do Jejuy. 
No final de 1864, foi requisitado pela Armada do Paraguai para servir como navio de guerra e, após ser equipado com 3 canhões de 18 libras, passou a atuar predominantemente para deslocamento de tropas e materiais bélicos. 

## Ofensiva no Rio Paraná
Em 8 de junho de 1865, o vapor Jejuí participou da escolta que transportava o marechal Francisco Solano López e seu estado maior ao Forte de Humaitá, junto com os vapores Marquês de Olinda, Paraguarí, Ygurey, Salto Oriental, Río Blanco, Paraná e Tacuarí.
A meia noite de 10 de junho, uma esquadra comandada pelo capitão de fragata Pedro Ignacio Meza, encabeçada pelo vapor Tacuarí (comandado por José Maria Martinez), compondo ainda a esquadra além do Jejuy (Aniceto López) os vapores Ygurey (Remigio Del Rosario Cabral Velázquez), Yporá (Domingo Antonio Ortiz), Marquês de Olinda (Ezequiel Robles), Paraguarí (José Alonso), Salto Oriental (Vicente Alcaraz), Yberá (Pedro Victorino Gill) e Piraveve (Tomás Pereira) partiram rumo a Corrientes para atacar uma esquadra da Marinha Imperial Brasileira que estava ancorada nos arredores daquela localidade. 
Contudo, sofreram um atraso devido a uma falha no vapor Yberá, que também os fez serem detectados pelo vapor brasileiro Mearim na altura de Punta de Santa Catalina. Às 8:30, o confronto entre os dois esquadrões começou em frente à cidade Corrientes e se estendeu às margens do arroio Riachuelo, um afluente do Rio Paraná. A frota paraguaia continuou engajada na batalha com a esquadra brasileira até a ilha de lagraña, onde subiu para ancorar perto da foz do Rio Riachuelo. 
Ao final da ação, os vapores Jejuy, Paraguarí e Marques de Olinda foram afundados ou encalhados após sofrerem vários disparos da esquadra brasileira e também serem abalroados pela fragata capitania Amazonas, assim como as três Chatas rebocadas. O navio insígnia da frota paraguaia, o Tacuarí, também foi seriamente avariado na batalha, mas a sua tripulação conseguiu coordenar a retirada rio acima para salvar o restante da frota paraguaia. 
Apesar do esforço de combate, a Armada Paraguaia sofreu pesadas perdas nessa batalha que bloqueou o seu acesso ao Rio Paraná e comprometeu a sua capacidade ofensiva no conflito, tendo dali em diante se limitado apenas a operações logísticas e táticas defensivas.